# Los Monumentos cardinales de España
Los Monumentos cardinales de España (etwa: Die wichtigen Baudenkmäler Spaniens) ist eine spanische Buchreihe zur Architektur Spaniens. Sie erschien seit 1941 bei Editorial Plus-Ultra in Madrid. Es ist eine  Sammlung von Monografien über Bauwerke der spanischen Kunstgeschichte, sie ist illustriert mit Fotografien. Zahlreiche Fachgelehrte haben an ihr mitgewirkt. Inzwischen ist die Reihe digitalisiert. Die folgende Übersicht erhebt keinen Anspruch auf Aktualität oder Vollständigkeit:

## Bände
- 1 El Escorial
- 2 La catedral de Toledo
- 3 La catedral y el alcázar de Sevilla
- 4 La catedral de Santiago
- 5 La Seo y el Pilar de Zaragoza
- 6 Madrid monumental
- 7 La Alhambra y el Generalife de Granada
- 8 La catedral de Burgos
- 9 Montserrat
- 10 Salamanca monumental
- 11 La catedral de León
- 12 Barcelona antigua
- 13 La mezquita de Córdoba y Madinat Al-zahra
- 14 Ávila monumental
- 15 Segovia monumental
- 16 La catedral de Sigüenza
- 17 Palencia monumental
- 18 Gerona monumental
- 19 Tarragona, Poblet i Santes Creus
- 20 Palma de Mallorca monumental
- 21 El monasterio de Guadalupe
- 22 Valencia monumental
- 23 Cuenca y Ciudad Encantada
- 24 La Alcazaba y la catedral de Málaga
- 25 Cáceres monumental